# Jean-Luc Hennig
Pour les articles homonymes, voir Hennig.
 (septembre 2023).
Jean-Luc Hennig est un journaliste et écrivain français, né le 9 janvier 1945 à La Charité-sur-Loire. 

## Biographie
Jean-Luc Hennig est issu d'une famille de tailleurs originaire des environs de Dresde (Saxe), venue s'installer en France à la fin du XIXe siècle.
Agrégé de grammaire (1969). Il est professeur à l'université Gizeh du Caire  de 1970 à 1972. Il exerce aussi dans divers lycées français, dont le lycée Georges-Clemenceau à Nantes.
Il est ensuite journaliste à Libération de 1974 à 1981, et crèe notamment le supplément hebdomadaire Sandwich, auquel collaborèrent Duras, Barthes, Sempé, Monory, Erro, Sagan, Fromanger, Limonov, Topor, Duvert, Rezvani, etc. Dans les années 1980, Jean-Luc Hennig est par ailleurs rédacteur en chef à Rolling Stone France et collaborateur occasionnel de nombreux journaux et revues, parmi lesquels Le Fou parle (de Jacques Vallet), La Tribune de Genève, Gai Pied Hebdo, Recherches (de Felix Guattari), Artpress, L'Infini (de Philippe Sollers), etc..
Ses articles sur la sexualité adolescente lui seront reprochés (notamment après l'affaire Gabriel Matzneff), ainsi que la signature d'une pétition en 1977, dans Le Monde, en compagnie de nombreuses figures de l'époque, critiquant la répression des rapports entre majeurs et mineurs. En 2006, lorsque ses articles de presse sont rééditées en volume (Sperme noir, éd Fayard), Hennig précise dans la préface qu'il défend simplement le « principe (...) qu'un garçon ou une fille pubère doit pouvoir aimer qui bon lui semble sans encourir (ou faire encourir) les foudres de la justice temporelle ».
Jean-Luc Hennig est aussi animateur radio, sur Fréquence Gaie, et Europe 1 où il anime notamment en 1982 avec Guy Hocquenghem, lui aussi journaliste à Libération, l'émission Il suffit de le dire et à la Radio suisse romande, à Genève, où il crée l'émission de nuit Ligne de cœur. Il est également chroniqueur dans l'émission Panorama de Jacques Duchateau, sur France Culture.
Écrivain, il publie une trentaine d'ouvrages, principalement des essais sur la nuit, le sexe et la mort, traduits dans une quinzaine de pays (dont le Japon, les États-Unis et la Chine). Son premier livre, en 1977, Les juges Kaki, avec Mireille Debard, est préfacé par Michel Foucault et illustré par Cabu,. Axée sur l'imaginaire érotique, son œuvre littéraire se décline sous différentes formes : enquêtes de nuit, articles de presse et pamphlets, romans burlesques, biographies, gay studies, essais littéraires ou intimes. « Dès que quelque chose prend forme, il importe au plus vite de le casser pour rester vivant, pour que l'écriture reste vivante » explique-t-il dans la revue L'infini (127, été 2014). Jean-Luc Hennig est par ailleurs proche de Grisélidis Réal. Les lettres qu'elle lui adresse sont publiées aux éditions Verticales en 2006. Il lui consacre également un ouvrage, Grisélidis courtisane (Albin Michel, 1981 ; Verticales, 2011 ; Semiotext(e), Los Angeles, 2009).
En 1996, Jean-Luc Hennig est accusé de plagiat, de brefs passages de son Horoscope cruel (éd. Zulma) étant issus d'un livre de Jacques A. Bertrand,. En réponse à ces accusations, Jean-Luc Hennig publie en 1997, chez Gallimard, Apologie du plagiat. "Peu importe le plagiat, l'important, c'est ce qu'on en fait. Voyez Montaigne" dira-t-il à Raphaël Enthoven, sur France-Culture.
Hennig est enfin éditeur. Il a dirigé la collection « Illustrations » chez Albin Michel et édité entre autres Marguerite Duras (Outside), Hervé Guibert (Suzanne et Louise), Hans Eppendorfer (L'homme de cuir), Mireille Debard (L'enfant au tribunal), Guy Hocquenghem (Race d'Ep ! - Le Gay voyage) et Pierre Assouline (Les nouveaux convertis).
Sa notice biographique paraît en 2004 dans le Dictionnaire des écrivains contemporains de langue française par eux-mêmes, sous la direction de Jérôme Garcin, aux éditions Mille et une nuits.

### Aux éditions Fayard
- Beauté de la poussière, 2001. (2e éd, Pocket-Agora, 2018)[16].
- Martial, biographie, 2003. Prix de l'Essai Rhône-Alpes[17].
- Mes rendez-vous, articles, illustration David Hockney, 2005, coll. Pauvert[18].
- Cap Fréhel, roman, 2005 (1re éd. 1989, Prix Roman & Cinéma)[19].
- Mon beau légionnaire, roman, 2006 (1re éd. 1991)[20].
- Sperme noir, articles, 2006, coll. Pauvert[21].
- Dassoucy & les garçons, biographie, 2011[22].

### Aux éditions Gallimard
- Bi, de la bisexualité masculine, coll. L'Infini, 1996[23].
- Apologie du plagiat, coll. L'Infini, 1997.
- Femme en fourreau, coll. L'Infini, 2000, Grand prix du Livre de mode[24].
- Préface à La Passe imaginaire de Grisélidis Réal, éd. Verticales / Gallimard, 2006 (1re éd, 1992).
- Préface aux Sphinx de Grisélidis Réal, éd. Verticales / Gallimard, 2006.
- Morgue. Enquête sur le cadavre et ses usages, éd. Verticales/Gallimard, 2007 (1re éd. 1979)[25].
- Grisélidis courtisane, éd. Verticales/Gallimard, 2011, 220 p. (1re éd. 1981,  (ISBN 978-2-0701-3540-0))[26].
- Voyou, articles, suivi de Conversation au Palais-Royal, par Mona Thomas, coll. L'Infini. 2012[27].
- De l'extrême amitié, Montaigne & La Boétie, coll. L'Infini. 2015[28].

### Aux éditions Zulma
- Brève histoire des fesses, 2009 (1re éd. 1995, 2e éd. 2003) (éd Pocket, 1996)[29].
- L'Horoscope cruel, 1996[30].
- Furetière. Les péchés capitaux, 1997[31].
- Érotique du vin, 2003 (1re éd. 1999)[32].
- Le Topinambour & autres merveilles, 2000[33].
- Petit inventaire excentrique du Z, 2004[34].

### Aux éditions Albin Michel
- Les garçons de passe. Enquête sur la prostitution masculine, 1978[35].
- Le Voyeur. Enquête sur une passion singulière,1981[36].
- Les Français de la honte, avec Guy Hocquenghem, 1983[37].
- Obsessions. Enquête sur les délires amoureux, 1985[38].
- Lettre ouverte aux Suisses, si bons, si gros, si tristes, 1991[39].
- Dictionnaire littéraire & érotique des fruits & légumes, 1994. (2e éd, Pocket-Agora, 2016)[40]
- Bestiaire érotique, 1998[41].

### Chez d'autres éditeurs
- Les juges kaki, avec Mireille Debard, préface Michel Foucault, illustration Cabu, Éditions Alain Moreau, 1977.
- Une soirée avec Nan Goldin, Galerie Yvon Lambert, Paris, 1995.
- La Ménagerie luxurieuse, Musée d'Art Moderne de la ville de Paris, 1997.
- Ernest Pignon-Ernest, Galerie Guy Bärtschi, Genève, 1997.
- Un amour ottoman, Le Cherche Midi éditeur, 2012, coll. Styles[42].
- Espadons, mignons & autres monstres. Vocabulaire de l'homosexualité masculine sous l'Ancien régime, Le Cherche Midi éditeur, 2014, coll. Styles[43].

### Articles de revue
- L'Animal, 13, hiver 2002, "Extase de la poussière"
- L'Argilète, 3, 2011, "Le plagiat et les lauriers".
- Autrement, 22, nov. 1979, "Le poisson bleu"
- L'Avant-Scène Théâtre, 1er juin 1985, "Une femme intrépide"
- Doc(k)s - Diverses contributions non datées (v. 1980)
- Le Fou parle, 6, mai 1978, "Homo militaris" (avec Mireille Debard)
- Le Fou parle, 7, juillet-août 1978, "Les garçons de la bande"
- Le Fou parle, 10, juin-juillet 1979, "L'homme aux chiens"
- Le Fou parle, 11, décembre 1979, "Grisélidis, le carnet noir"
- Le Fou parle, 14, octobre 1980, "L'actrice d'en face"
- Le Fou parle, 18, septembre 1981, "Le carnet à Georgina"
- Le Fou parle, 19, décembre 1981, "Elisabeth ou l'homme-mère"
- Le Fou parle, 20, avril-mai 1982, "L'onaniste"
- Le Fou parle, 21-22, octobre 1982, "L'amour fondamental"
- Le Fou parle, 23, février-mars 1983, "L'incendiaire"
- Le Fou parle, 24, mai-juin 1983, "Obsessions"
- Le Fou parle, 25, septembre 1983, "Brumes et signaux de pluie"
- Le Fou parle, 26, décembre 1983, "L'homme étendu"
- Le Fou parle, 27, mars 1984, "Histoire de la femme qui se tue"
- Le Fou parle, 28, juin 1984, "J'ai un rat"
- Heteron 1/2 (Athènes), "Le fakir", mars 2007
- Ideodromio (Athènes), 1, 1987 et 9, 1988
- L'Infini, 59, automne 1997, "La maman et le pédophile"
- L'Infini, 81, hiver 2002, "Retour à Montréal"
- L'Infini, 105, hiver 2008, "Stratégie du voyeur"
- L'Infini, 118, printemps 2012, "Autoportrait de l'auteur en voyou"
- L'Infini, 125, hiver 2013, "Deux lettres"
- L'Infini, 127, été 2014, "Cinq expérimentations"
- L'Infini, 130, hiver 2015, "De l'extrême amitié"
- Le Magazine littéraire, janvier 2012, "Saint-Simon voyeur"
- Minuit, 41, nov. 1980, "La vengeance"
- Le Monde de l'art, 2, hiver 2011, "Le couteau dans le dos"
- La Nouvelle Revue Française, 613, juin 2015, "Dassoucy corps burlesque"
- Quel corps ?, 47-49, avril 1995, "Bi"
- Recherches, 37, avril 1979, "Le nouveau couple zig-zag"
- Revue des deux mondes, juillet 2001, "Paradoxe du fourreau"
- Tel quel, 87, printemps 1981, "Le martyre de Sébastien"
- Les Temps modernes, 340, nov.1974, "Coup d'état à Nantua"

### Archives
Outre de nombreuses correspondances (notamment avec Jean-Pierre Verheggen, Jean-Yves Mock, Bayon, Pierre Guyotat, Roland Jaccard, Marguerite Duras, Gabrielle Wittkop, Yvon Lambert, Pierre Présumey, Dominique Noguez, Alain Roger, Patrick Gourvennec, Mélanie Gleize, Philippe Vasset, Jacques Henric, Jean-Claude Brun, Mona Thomas, Yves Pagès, etc.), ses archives disposent d'enregistrements sonores (Grisélidis Réal, Marguerite Duras, Roland Barthes, Catherine Robbe-Grillet, Guy Hocquenghem), d'un texte manuscrit de Roland Barthes sur Emile Benveniste et d'une nouvelle manuscrite de Copi ("Les vieux travelos"), de dessins originaux (Alexandre Fassianos, Ernest Pignon-Ernest, Michel Butor, Michel Nedjar, etc.), ainsi que de ses dessins de mode.
Elles comportent également un certain nombre de documents biographiques, l'ensemble de ses livres et traductions (avec dossiers de presse) et l'ensemble de ses articles de presse et de revue. A quoi il faut ajouter différents textes inédits, notamment : Le diable par la queue (fragments autobiographiques), 2022 - Volets clos (recueil d'articles pour la plupart inédits), 2019 - Erostrate (biographie inédite), 2018.
Ces archives sont temporairement déposées au Palais Lumière (Bibliothèques municipale), à Evian-Les-Bains, où elles peuvent être consultées sur place.